# 白エルスター川
白エルスター川（しろエルスターがわ、またはヴァイセ・エルスター川、Weiße Elster; チェコ語ではBílý Halštrov）は、全長257kmの河川でザーレ川右岸の支流である。
チェコのアシュの南東、エルスター山地の中にあるVýhlediという小村の近くに湧出し、ドイツのハレでザーレ川に合流する。

## 名称の由来
名前のエルスターは鳥の名前ではなく（Elsterはドイツ語でカササギのこと）、スラヴ語起源（alstrawa = 急流）である。黒エルスター川（Schwarzen Elster）は、ラウジッツを流れ、エルベ川に注ぐ川で、白エルスター川とは接していない。これらの「白」、「黒」という名称は、区別のために副えられている。

## 流域
白エルスター川は、アシュの東側を水源から約10km流れ下った後、ドイツとの国境を越える。その後、ザクセンのフォクトラントおよびバート・エルスターに達する。オエルシュニッツの下流で、白エルスター川はピルクダムによって貯水される。プラウエンを通り、エルスターベルクを越えたところでテューリンゲンとの州境に達する。
続いて、グライツやゲラといった町を抜けるが、この時、ゲラの少し手前で中低山地帯を抜ける。そして、ザクセン＝アンハルト州の町ツァイツ、ザクセン州のライプツィヒを流れる。ライプツィヒで川は二手の流れに分岐し、このうち、北側の流れがそのまま白エルスターと呼ばれる。ただし、ライプツィヒでは普通、エルスター川と呼ばれる。南側の分流はルッペ川と呼ばれ、ライプツィヒのシュコパウ地区でザーレ川に合流する。白エルスター川は、最終的には、ザクセン＝アンハルト州のハレの南でザーレ川に注ぎ込む。 東独時代に褐炭採掘場の連なるライプツィヒ付近で、川の流れは改修された。

## 橋梁
- エルスター渓谷橋 - マギストラーレ鉄道 ライプツィヒ＝プラウエン＝ホーフ＝ニュルンベルク（ザクセンマギストラーレ）の一部であり、白エルスターを越えてイェスニッツとヨッケタの間の交通を担っている。この橋は、ザクセン＝バイエルン鉄道の敷設時に姉妹橋のゲルッチュ渓谷橋と同時に建設された。68mの高さの橋の下をエルスター渓谷鉄道が走っている。全長は283mある。この橋は、ゲルッチュ渓谷橋に次いで、世界で二番目に長いレンガ橋である。

- ピルク・エルスター渓谷橋 - 同じく白エルスター川に架かっており、アウトバーンに架かる最も重要な橋の一つである。この橋はヨーロッパで最も長い角石のアーチ橋である。この橋の上を連邦アウトバーンA72が走っている。

## 並行する交通
- エルスター自転車道 - 川岸のほとんどの部分で用いられている。水源から河口まで様々な難易度のコースが設けられている。